# Шеснаести македонски корпус НОВЈ
Шеснаести македонски корпус НОВЈ формиран је у првој половини октобра 1944. од 42. и Кумановске дивизије НОВЈ. Први командант корпуса био је Петар Брајовић, а политички комесар Боро Чушкар. Био је под непосредном командом Главног штаба Македоније.

## Борбени пут корпуса
Дејствовао је у захвату комуникација Велес-Скопље-Врање, Тетово-Скопље и Крива Паланка-Страцин-Куманово. Његова 42. дивизија нападала је немачке снаге у повлачењу из Грчке и истакла се у борбама код Башина Села, Нивчана, Драчева, Зеленикова од 3. септембра до 4. октобра, делом снага (ојачана са Шестом бригадом 48. дивизије) чистила је од балиста подручје планине Жеден, Сува гора, Карлијак. Затим је ослободила 9. новембра Велес, а 13. новембра уз садејство Шеснаесте македонске бригаде Кумановске дивизије и уз помоћ наоружаног становништва у граду, Скопље. Кумановска дивизија била је оријентисана на правцу Куманово-Крива Паланка, Куманово-Врање и Скопље-Качаник.
Бугарској Првој армији на криворечком правцу садејствовале су Седамнаеста и Осамнаеста македонска ударна бригада Кумановске дивизије. Дуж комуникације Крива Паланка-Куманово, Седамнаеста бригада је од 11. до 18. октобра успешно одбијала немачке нападе код Кривог Камена, Дренка, Орљака, Переста и код Страцина. За то време, Осаманеста македонска бригада са Другом и Трећом косовско-метохијском бригадом водила је свакодневне борбе против немачких делова и балиста у рејону Прешево, Бујановац на комуникацији Куманово-Врање, док је Шеснаеста бригада била ангажована у борбама са Немцима у Качаничкој клисури. Заједно са деловима Бугарске прве армије, 17. и 18. македонска бригада учествовале су 11. новембра у ослобођењу Куманова. После ослобођења Македоније, у новембру и децембру делови 42. и Кумановске дивизије учествовали су у разоружавању балиста на Скопској Црној гори. 
На основу наредбе Главног штаба Македоније од 6. децембра 1944. године, корпус је расформиран у првој половини децембра. Људство Кумановске дивизије прешло је у састав других македонских јединица, док је 42. дивизија ушла у састав Петнаестог корпуса.